# مراد علي كندي (قشلاق الجنوبي)
مراد علي کندي (بالفارسية: مرادعلی کندی) هي منطقة سكنية تقع في إيران في قسم قشلاق الجنوبي الريفي. يقدر عدد سكانها بـ 118 نسمة .